# Ляхович, Вячеслав Валентинович
Вячеслав Валентинович Ляхович (21 октября 1939, Новосибирск — 24 апреля 2023, Новосибирск) — советский учёный в области систем биологического окисления и ксенобиохимии. Академик РАН, РАМН, член-корреспондент АМН СССР, доктор биологических наук, профессор.
Директор НИИ молекулярной биологии и биофизики (с 1998), потом был его научным руководителем. Заведующий кафедрой клинической биохимии Новосибирского государственного университета и член его ученого совета. Лауреат Государственной премии РФ по науке и технике (1998), а также премии имени Н. И. Пирогова РАМН.

## Биография
Окончил лечебный факультет Новосибирского медицинского института и клиническую ординатуру при кафедре радиологии и рентгенологии.
В 1965—1973 годах научный сотрудник ЦНИЛ альма-матер[уточнить].
В 1973—1992 годах руководил лабораторией клеточных механизмов адаптации, отделом физиологии и патологии клетки, являлся заместителем директора по научной работе НИИ клинической и экспериментальной медицины СО АМН СССР.
В 1992 года возглавлял НИИ молекулярной патологии и экологической биохимии.
С 1998 года директор НИИ молекулярной биологии и биофизики СО РАМН, ныне его научный руководитель.
Подготовил четырёх докторов и 18 кандидатов наук.
Член редколлегий журналов «Биомедицинская химия» и «Физико-химическая биология».
Скончался 24 апреля 2023 года. Похоронен на Заельцовском кладбище Новосибирска (квартал 74).

## Научная деятельность
В 1966 году защитил кандидатскую диссертацию «Нарушение тканевого дыхания опухолей молочных желез при фракционном облучении», в 1974 году — докторскую «Мембранная организация и биохимические функции митохондрий и микросом».
Автор более 400 научных трудов в области биоэнергетики, биохимии чужеродных соединений, молекулярной биологии генов ферментов биотрансформации ксенобиотиков, химической экологии человека.

## Награды и премии
- Заслуженный деятель науки Российской Федерации (2000).
- Награждён медалью «За трудовое отличие».